# 1981-es magyar férfi vízilabda-bajnokság (másodosztály)
Az 1981-es magyar férfi másodosztályú vízilabda-bajnokságban tíz csapat indult el, a csapatok két kört játszottak.

## OB II/A Tabella
| #   | Csapat                | M  | Gy | D | V  | G+  | G-  | P  | Megjegyzés     |
| --- | --------------------- | -- | -- | - | -- | --- | --- | -- | -------------- |
| 1.  | Volán SC              | 18 | 18 | 0 | 0  | 233 | 130 | 36 |                |
| 2.  | Tipográfia TE         | 18 | 14 | 0 | 4  | 193 | 132 | 28 |                |
| 3.  | KSI                   | 18 | 10 | 0 | 8  | 158 | 149 | 20 |                |
| 4.  | Ceglédi VSE           | 18 | 8  | 1 | 9  | 160 | 168 | 17 |                |
| 5.  | MAFC                  | 18 | 8  | 1 | 9  | 160 | 166 | 16 | 1 pont levonva |
| 6.  | Egri Vízmű            | 18 | 8  | 0 | 10 | 153 | 170 | 15 | 1 pont levonva |
| 7.  | Csatornázási Művek SK | 18 | 6  | 2 | 10 | 151 | 188 | 14 |                |
| 8.  | Bánki Donát FSE       | 18 | 6  | 1 | 11 | 139 | 168 | 12 | 1 pont levonva |
| 9.  | Kecskeméti SC         | 18 | 5  | 1 | 12 | 116 | 153 | 11 |                |
| 10. | Miskolci VSC          | 18 | 4  | 0 | 14 | 129 | 173 | 8  |                |

* M: Mérkőzés Gy: Győzelem D: Döntetlen V: Vereség G+: Dobott gól G-: Kapott gól P: Pont

## OB II/B
Bajnokság végeredménye: 1.Külker SC; 2.Debrecen; 3.Siketek SC; 4.Békéscsaba; 5.Hajdúszoboszló;